# NGC 784
NGC 784 (również PGC 7671 lub UGC 1501) – galaktyka spiralna z poprzeczką (SBd), znajdująca się w gwiazdozbiorze Trójkąta w odległości około 17 milionów lat świetlnych. Została odkryta 20 września 1865 roku przez Heinricha Louisa d’Arresta.